# Мозаїчність фітоценозу
Мозаїчність фітоценозу (фр. mosaique, італ. mosaico від лат. musivum — присвячене музам) — горизонтальна неоднорідність фітоценозу, породжена біологічними, екотопічними, фітоценотичними і випадковими ефектами (Див. Структура фітоценозу горизонтальна). Дослідження М. пов'язані з іменами Тенслі (англ. Tansley), О. П. Шеннікова, Л. Г. Раменського, В. М. Сукачова, О. А. Гроссгейма, П. Д. Ярошенка, Уатта (англ. Watt), Грейг-Сміта (англ. Greig-Smith), Кершоу (англ. Kershaw), Харпера (англ. Harper), О. О. Корчагіна, Теркінгтона (англ. Turkington) та ін.
Існує класифікація форм мозаїчності: епізодична (пов'язана з шумовими ефектами і стохастичним характером взаємодії факторів), морфологічна (син.: фітогенна; породжена біоморфологічними особливостями розмноження і росту рослин) і фітоценотична (пов'язана з ефектами взаємин популяцій в рослинному співтоваристві).
Фітоценотична мозаїчність у свою чергу може бути підрозділена на фітоенвіронментальну (коли одна рослина створює для інших специфічні умови середовища — мікросайти; наприклад, бобові, підвищують у ґрунті вміст азоту, чагарники в степу затримують еолові наноси та ін.), регенераційні (неоднорідність внаслідок відновлення співтовариств після їх часткових природних порушень; наприклад, заростання вивалів в лісах, де в умовах тропіків існують навіть диференційовані групи видів, звані номадами і дріадами, тобто види, що представляють більш-менш стійкі мікроугруповання, властиві вогнищам порушень) і фітоаллелохімічну (гетерогенність породжується виділенням деяких «сигнальних» речовин; наприклад, перші стадії сукцесії, деякі американські напівпустельні скраби з домінуванням дужепахучих губоцвітих та ін.; див. Алелопатія).
Всі елементи однієї мозаїки завжди пов'язані динамічними відносинами і можуть переходити один в одного, що в корені відрізняє їх від елементів комплексності. В рамках мікроугруповань можуть протікати процеси мікрокоеволюції, тобто пристосування якихось рас всередині видів один до одного. Між мозаїчністю і комплексністю існує досить тісний зв'язок. Зокрема, антропогенна мозаїчність (неоднорідність фітоценозу, породжена характером використання рослинності людиною або тваринами) при посиленні впливу легко переходити в комплексність, адже характер рослинності змінюється не тільки в результаті прямого використання, але також і під впливом зміни екотону (виникнення скотобійних горбочків, рекреаційних доріжок та ін.).
Наведене в словниках вузьке трактування мозаїчності бере свій початок з праць В. М. Сукачова. Існує інше трактування мозаїчності, запропоноване О. О. Корчагіним та іншими, коли в число чинників виникнення «мозаїк» (англ. pattern) включаються і умови зовнішнього середовища. У цьому випадку виникає складна задача кількісного розмежування мозаїчності, породженої екотопічними факторами, і комплексності, що на практиці часто виявляється неможливим. Тому «вузьке» розуміння факторів мозаїчності незалежно від масштабу відмінностей (як просторового — величина елементів «мозаїки», так і морфологічного — відмінності рослинності в різних мікроугрупованнях) видається більш логічним і простим.